# Ga Đông Môn MRT
Ga Đông Môn (tiếng Trung: 東門; bính âm: Dōngmén) là ga tàu điện ngầm ở Đài Bắc, Đài Loan được quản lý bởi Hệ thống đường sắt đô thị Đài Bắc. Nó là một ga chuyển đổi của Tuyến Đỏ và Tuyến Tân Trang, mở cửa vào 24 tháng 11 năm 2013. Nhà ga chính thức mở cửa vào 30 tháng 9 năm 2012 từ đoạn Trung Hiếu Tân Sinh đến Cổ Đình của Tuyến Tân Trang.

## Tổng quan
Nhà ga gồm có 4 tầng nằm bên dưới lòng đất cùng với ke ga cho cả hai tuyến Tín Nghĩa và Tân Trang. Ke ga được xếp chồng lên nhau, cho phép hai ke ga có thể sử dụng cho hai tuyến. Ga tuyến Tín Nghĩa có độ dài là 217 m (712 ft) và rộng 24,7 m (81 ft). bao gồm 8 lối thoát, một thang máy, và hai trục thông gió.

## Bố trí ga
| L1 | Đường đi                        | Lối vào/thoát                                                                                |
| B1 | Khu vực chung                   | Hành lang, nhà vệ sinh, máy bán vé 1 chiều, quầy thông tin                                   |
| B1 | Khu vực chung                   |                                                                                              |
| B2 | Ke ga 1                         | → Tuyến Trung Hòa-Tân Lô hướng đi Lô Châu / Hồi Long (O07 Trung Hiếu Tân Sinh) →             |
| B2 | Ke ga, cửa sẽ mở hướng bên phải |                                                                                              |
| B2 | Ke ga 2                         | ← Tuyến Đạm Thủy-Tín Nghĩa hướng đi Đạm Thủy / Bắc Đầu (R08 Đài Tưởng niệm Tưởng Giới Thạch) |
| B4 | Ke ga 3                         | ← Tuyến Trung Hòa-Tân Lô hướng đi Nam Thế Giác (O05 Ga Cổ Đình)                              |
| B4 | Ke ga, cửa sẽ mở hướng bên phải |                                                                                              |
| B4 | Ke ga 4                         | → Tuyến Đạm Thủy-Tín Nghĩa hướng đi Tương Sơn / Đại An (R06 Công viên Đại An) →              |

Chú ý: Ke ga 3 và 4 là ke ga thấp nhất trong hệ thống.